# Zilveren Jubileumsgesp voor het 50-jarig jubileum in 1863
De Zilveren Jubileumsgesp voor het 50-jarig jubileum in 1863, (Duits: Silberner Jubiläumsspange "1813 - 1863"), werd in 1863 ingesteld en was voor de veteranen van 1813 bestemd. Hun rijen waren toen sterk uitgedund.
Het groothertogdom Mecklenburg-Schwerin had geen haast gemaakt met het eren van de veteranen van de strijd tegen Napoleon I. De Oorlogsherdenkingsmunt voor de Jaren 1808-1815, (Duits: Kriegsdenkmünze für 1808-1815) werd pas op 30 april 1841 door groothertog Paul Frederik van Mecklenburg-Schwerin ingesteld. De munt, de onderscheiding mocht geen "medaille" heten, was bestemd voor de veteranen uit Mecklenburg-Schwerin van de campagnes aan de zijde van de Fransen en in de Duitse bevrijdingsoorlog tegen Napoleon I in 1813.
Al dachten de Duitse en Europese vorsten nog verre van democratisch, sommigen stelden tussen 1813 en 1815 voor het eerst medailles in voor de soldaten, in voorgaande campagnes werden alleen de officieren een onderscheiding waardig geacht. Landen als het hertogdom Brunswijk en het Verenigd Koninkrijk decoreerden alle veteranen van de gevechten bij Waterloo en Quattre Bras. In het zeer conservatieve Mecklenburg-Schwerin gebeurde dat pas in 1841 met de Oorlogsherdenkingsmunt. Pruisen stelde in 1814 al een Oorlogsherdenkingsmunt voor het jaar 1813 in. Nederland stelde pas in 1863 een Zilveren Herdenkingskruis 1813-1815 in.
In 1815 was er al wel een "Militaire Medaille van Verdienste voor de Jaren 1813/15", (Duits: "Goldene Militär-Verdienstmedaille für 1813/1815") ingesteld.

## Het versiersel
Het herdenkingsteken kreeg de vorm van een gesp of Spange op een rechthoekig strookje stof. De bronzen gesp was van goudbrons en was zwartgemaakt om meer reliëf te tonen. Op de gesp staan de jaartallen "1813"en "1863" met daartussen een paar gekruiste zwaarden. Nimmergut beeldt een gesp op een geel lint met twee donkerrode strepen af.
Men droeg de Jubileumgesp op de linkerborst.